# 동지 (영화)
동지(I compagni, The Organizer)는 프랑스에서 제작된 마리오 모니셀리 감독의 1963년 범죄, 드라마 영화이다. 마르첼로 마스트로야니 등이 주연으로 출연하였다. 다른 제목으로 조직자, 내일에 산다가 있다.

## 내용
19세기 말의 토리노. 라울(살바토리) 등의 방적공장의 노동자는 가혹한 노동조건 때문에 고생하고 있다. 거기에 노동운동에 관계하였기 때문에 실직당한 시니갈리아 교수(마스트로얀니)가 초등학교 교사로 있는 메오(페리에)를 찾아 온다. 웅변에 능한 시니갈리아 교수는 곧 노동자를 조직하여 스트라이크를 시작한다. 그러나 강경한 자본가는 노동조합의 분열을 책동함으로써, 노동자의 생활은 곤궁에 빠지고, 많은 사람들은 이에 동요한다. 교수는 형사들에게 쫓기면서 라울 등과 함께 노동조합을 지휘한다. 마침내 노동자의 데모는 군대와 충돌한다. 교수는 체포되고 스트라이크는 깨지고 만다. 그런데 공장으로 가는 노동자 가운데는, 벌써 새로운 세대가 탄생하려고 한다.

## 감상
많은 극영화(劇映畵)를 제작, <전쟁(戰爭)>(1959) 등으로 알려진 모니첼리가 신기하게도 사회적 주제를 끄집어내어 성공한 작품이다. 리얼한 표현과 적확(的確)한 역사적인 시점(視點)을 가지면서, 풍부한 인간성을 잃지 아니하고 미조직 노동자(未組織勞動者)의 사상적 성장을 날카롭게 나타내고 있다. 스케일이 큰 군집연출이 압도적인 효과를 보인다.

## 출연

### 주연
- 마르첼로 마스트로야니
- 레나토 살바토리
- 폴코 룰리

### 조연
- 베르나르 블리에
- 라파엘라 카라
- 프랑수아 페리어
- 비토리오 사니폴리
- 마리오 피수
- 케네스 코브
- 애니 지라르도